# Joseph Mwongela
Joseph Maluki Mwongela (* 7. April 1968 in Kakumi, Kenia) ist ein kenianischer Geistlicher und römisch-katholischer Bischof von Kitui.

## Leben
Joseph Mwongela absolvierte 1989 das Theologische Propädeutikum im Bistum Nakuru und studierte anschließend an den Priesterseminaren in Mabanga im Bistum Bungoma sowie in Nairobi. Am 7. September 1996 empfing er das Sakrament der Priesterweihe für das Bistum Kitui.
Nach Tätigkeiten in der Pfarrseelsorge und als Erzieher war er von 1999 bis 2001 Kanzler der Diözesankurie und leitete anschließend bis 2003 die diözesane Berufungspastoral. Von 2003 bis 2008 studierte er in Rom, wo er 2005 an der Päpstlichen Universität Gregoriana das Lizenziat in Dogmatik erwarb. 2008 wurde er an der Päpstlichen Universität Heiliger Thomas von Aquin im selben Fach zum Dr. theol. promoviert. Nach der Rückkehr in sein Heimatland war er als Krankenhausseelsorger und Pfarrer tätig. Von 2014 bis 2015 leitete er zusätzlich das Berufsbildungsinstitut St. John Paul II . Von 2015 bis zum Beginn der Sedisvakanz am 23. April 2017 war er Generalvikar des Bistums Kitui.
Papst Franziskus ernannte ihn am 17. März 2020 zum Bischof von Kitui. Der Apostolische Nuntius in Kenia, Erzbischof Hubertus van Megen, spendete ihm am 29. August desselben Jahres die Bischofsweihe. Mitkonsekratoren waren der Erzbischof von Nairobi, John Kardinal Njue, und der Erzbischof von Nyeri, Anthony Muheria.